# 勝重久
勝 重久（すぐろ しげひさ）は、戦国時代後期の武将。徳川家康の家臣。

## 略歴
勝氏は代々三河国の国人・松平氏に仕えた一族で、重臣を多く輩出した本多氏とは同族にあたるとされている。重久は松平広忠・徳川家康の二代に仕えた。永禄7年（1564年）上野城攻めの際に先陣を務め、矢傷を負いながらも活躍した。その後もしばしば戦功があり、元亀3年（1572年）三方ヶ原の戦いでは家康の騎馬の轡を取り、また敵将との一騎討ちを制してこれを捕らえ、分捕った吉房の刀を家康に献上。褒賞として永楽銭10貫文を賜った。その後は本多重次の麾下に附属した。